# Waldemar Poręba
Waldemar Poręba (ur. 15 kwietnia 1974) – polski biathlonista, medalista mistrzostw Polski.

## Życiorys
Był zawodnikiem Biathlonu Wałbrzych. W 1993 został wicemistrzem Polski juniorów w sprincie. Na mistrzostwach Polski seniorów w 1995 zdobył dwa srebrne medale: w sztafecie i biegu drużynowym.
Reprezentował Polskę na mistrzostwach świata juniorów w 1992 (35 m. w biegu indywidualnym, 37 m. w sprincie, 8 m. w sztafecie, 5 m. w biegu drużynowym), 1993 (21 m. w biegu indywidualnym, 38 m. w sprincie, 5 m. w sztafecie, 8 m. w biegu drużynowym) i 1994 (71 m. w biegu indywidualnym, 34 m. w sprincie, 18 m. w sztafecie).